# Утулькалама
Утулькалама — правитель стародавнього шумерського міста Урук, правління якого припадало приблизно на початок XXVI століття до н. е.